# 中国全国碩士研究生招生考試

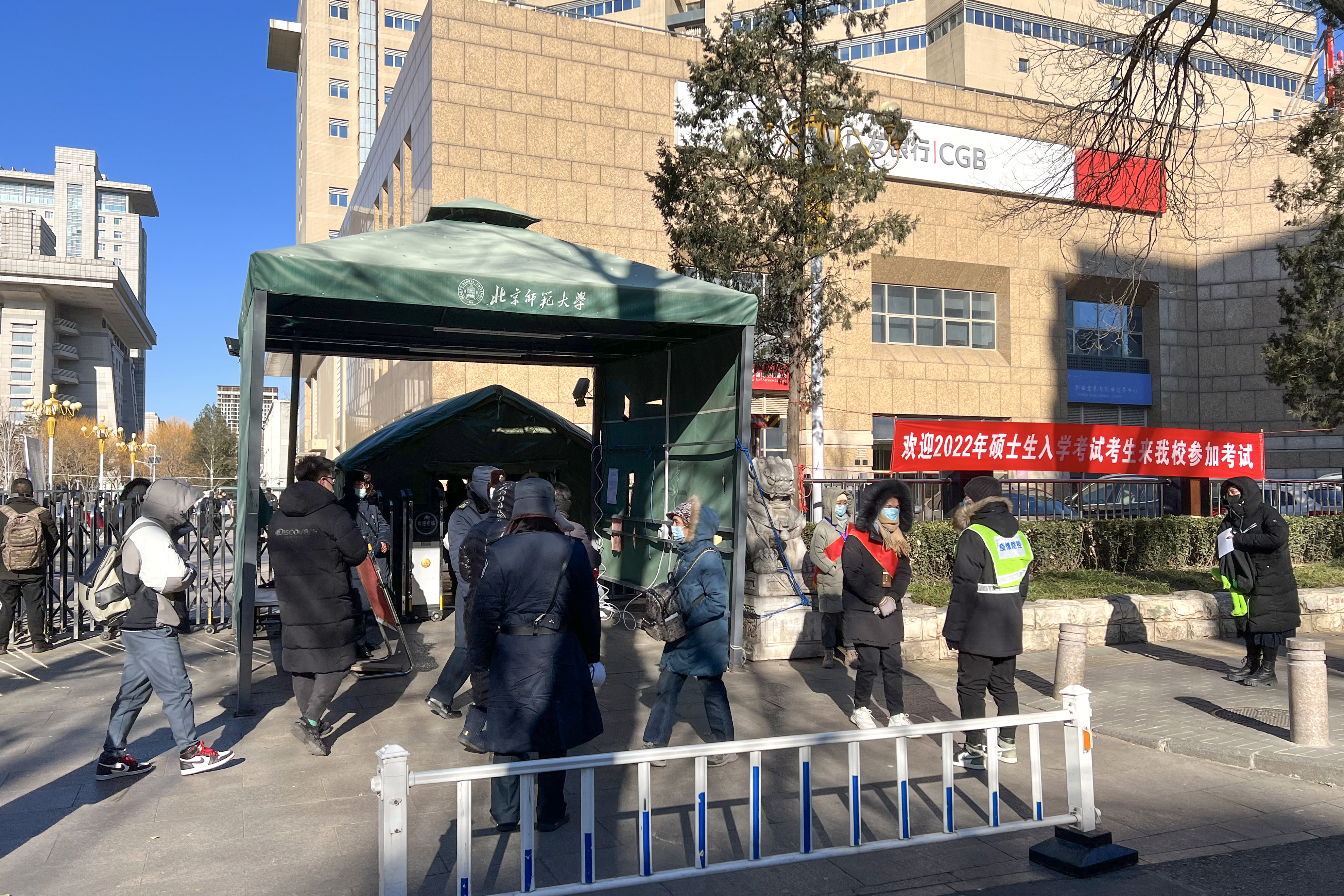
2022年の大学院入試会場

中国全国碩士研究生招生考試（中国語：全国硕士研究生招生考试）とは中華人民共和国の大学院修士課程の全国統一入試を指す。大卒または大卒見込み、大卒と見なし者は統一入試を出願し、一次試験と二次試験を突破すれば大学院入学資格を得る。中国の主な大学院入学ルートとなる。

２０２４年の出願者は３８８万人。

## 試験の流れ
- 出願：１０月あたり
- 一次試験：１２月の中下旬の週末（２日間か３日間）
  - １日目：政治・外国語
    - 管理学修士は管理学総合科目と外国語

  - ２日目：専門科目１または数学・専門科目２
  - ３日目（特別科目がある受験生のみ）：美術など図を描く科目やペーパー試験ではない特別科目
- 二次試験：３月〜４月
  - 各大学で行う、主に面接と研究計画答弁
  - 一次試験を突破するが前提
- 落ちる学生の志望調整：４月あたり
  - 第一志望で落ちた学生はほかの大学へ出願[5]

合格者は大学の従いで書類を提出、９月に入学する。

## 出願資格
大卒者、大卒見込み者、専科大学卒かつ２年以上実務経験者。

## 推薦試験免除
大学在学中かつ在籍の大学に推薦枠がある学生は、大学の推薦を受ける上に応募大学の内定をもらったら、推薦試験免除（推免入学）ができる。

## 博士課程の入試
修士に対して、博士課程の入試は研究実績や論文・面接重視となる。

## 参考
1. ↑  “中国の大学院受験ブームの恐ろしさ。若者の競争の激しさは高まる一方か｜中国情報局＠北京オフィス”. 日経COMEMO (2022年3月22日). 2024年12月22日閲覧。
2. ↑  “教育部关于印发《2025年全国硕士研究生招生工作管理规定》的通知 - 中华人民共和国教育部政府门户网站”. www.moe.gov.cn. 2024年12月22日閲覧。
3. ↑  “2025年全国硕士研究生招生考试开考-新华网”. www.xinhuanet.com. 2024年12月22日閲覧。
4. ↑  “安定志向が高まり、大学院志願者数が初めて減少（中国：2024年4月）｜労働政策研究・研修機構（JILPT）”. www.jil.go.jp. 2024年12月22日閲覧。
5. ↑  F_200756. “大学院受験、共通科目が不合格でも「2次試験」への道開ける (2)--人民網日本語版--人民日報”. j.people.com.cn. 2024年12月22日閲覧。
6. ↑  “教育部发布2025年全国硕士研究生招生初试和报名时间安排”. yz.chsi.com.cn. 2024年12月22日閲覧。
7. ↑  “全国推荐免试攻读研究生（免初试、转段）信息公开管理服务系统”. yz.chsi.com.cn. 2024年12月22日閲覧。